# Polnischer Fußballpokal 2006/07

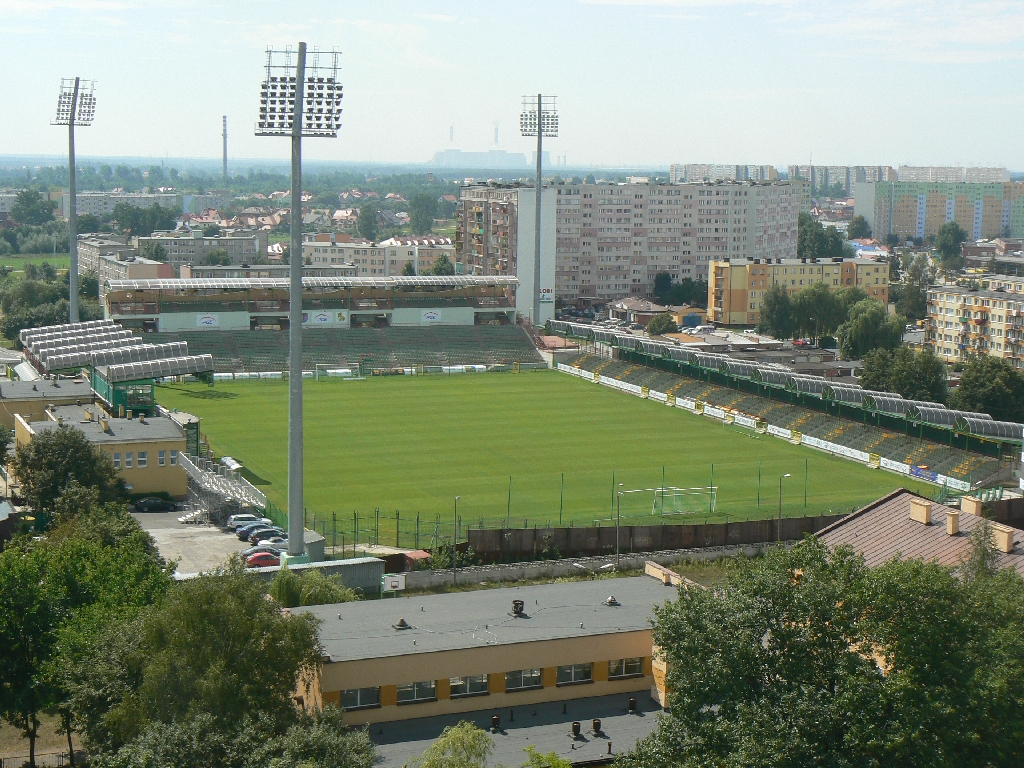
Das GKS-Stadion in Bełchatów, Austragungsort des polnischen Pokalfinales 2007

Der Puchar Polski 2006/07 war die 53. Ausspielung des polnischen Pokalwettbewerbs. Er begann am 5. August 2006 mit dem ersten Ausscheidungsspiel zur Vorrunde und endete am 1. Mai 2007 mit dem Finale im GKS-Stadion in Bełchatów.
Dyskobolia Grodzisk Wielkopolski gewann den nationalen Pokal nach 2005 zum zweiten Mal. Endspielgegner Korona Kielce stand zum ersten Mal im Finale. Durch den Pokalgewinn qualifizierte sich Dyskobolia Grodzisk für die Teilnahme an der 2. Qualifikationsrunde des UEFA-Pokals 2007/2008.
Titelverteidiger Wisła Płock schied im Halbfinale aus.

## Teilnehmende Mannschaften
Für die Hauptrunde waren folgende 66 Mannschaften qualifiziert:
| Ekstraklasa 16 Vereine der Saison 2005/06 | 2. Liga 18 Vereine der Saison 2005/06 | 32 regionale Teilnehmer der Woiwodschaften der Saison 2005/06 |
| Legia Warschau Wisła Krakau Zagłębie Lubin Amica Wronki Korona Kielce Odra Wodzisław Dyskobolia Grodzisk Wielkopolski KS Cracovia GKS Bełchatów Pogoń Szczecin Wisła Płock (TV) Górnik Łęczna Górnik Zabrze Arka Gdynia Polonia Warschau Lech Posen | Widzew Łódź ŁKS Łódź Jagiellonia Białystok Śląsk Wrocław Zagłębie Sosnowiec Zawisza Bydgoszcz Ruch Chorzów Piast Gliwice KSZO Ostrowiec Świętokrzyski Lechia Gdańsk KS Polkowice HEKO Czermno Podbeskidzie Bielsko-Biała Radomiak Radom Polonia Bytom Świt Nowy Dwór Mazowiecki Szczakowianka Jaworzno Drwęca Nowe Miasto Lubawskie | - Ermland-Masuren Jeziorak Iława - Mrągowia Mrągowo - Großpolen Tur Turek - Mieszko Gniezno - Heiligkreuz Ponidzie Nida Pińczów - KSZO II Ostrowiec - Karpatenvorland Siarka Tarnobrzeg - Stal Sanok - Kleinpolen Okocimski KS Brzesko - Fablok Chrzanów - Kujawien-Pommern Victoria Koronowo - Toruński KP - Lebus Arka Nowa Sól - Promień Żary - Lublin Motor Lublin - Orlęta Radzyń Podlaski - Łódź Sokół Aleksandrów Łódzki - Pelikan Łowicz - Masowien Mazowsze Płock - Znicz Pruszków - Niederschlesien Górnik/Zagłębie Wałbrzych - Chrobry Nowogrodziec - Oppeln LKS Poborszów - TOR Dobrzeń Wielki - Podlachien Ruch Wysokie Mazowieckie - Sparta Augustów - Pommern Kaszubia Kościerzyna - Czarni Pruszcz Gdański - Schlesien Pniówek Pawłowice Śląskie - Przyszłość Rogów - Westpommern Kotwica Kołobrzeg - Kłos Pełczyce |

## Ausscheidungsspiele zur Vorrunde
Die Ausscheidungsspiele zur Vorrunde fanden am 5. und 9. August 2006 mit acht der 32 regionalen Vertreter aus den Woiwodschaften statt.
| Datum      |                                 | Ergebnis              |                   |
| ---------- | ------------------------------- | --------------------- | ----------------- |
| 05.08.2006 | Kaszubia Kościerzyna            | 1:0                   | Victoria Koronowo |
| 09.08.2006 | Sparta Augustów                 | 1:3                   | Mrągowia Mrągowo  |
| 09.08.2006 | TOR Dobrzeń Wielki              | 0:2                   | Promień Żary      |
| 09.08.2006 | KSZO II Ostrowiec Świętokrzyski | 0:0 n. V. (5:4 i. E.) | Motor Lublin      |

## Vorrunde
Die Vorrundenspiele mit den Siegern der Ausscheidungsspiele zur Vorrunde sowie den 24 verbleibenden Regionalmannschaften fanden am 15. August 2006 statt.
| Datum       |                           | Ergebnis              |                                 |
| ----------- | ------------------------- | --------------------- | ------------------------------- |
| 15.08.2006  | Czarni Pruszcz Gdański    | 6:1                   | Kłos Pełczyce                   |
| 15.08.2006  | Toruński KP               | 4:4 n. V. (2:4 i. E.) | Mieszko Gniezno                 |
| 15.08.2006  | Tur Turek                 | 5:1                   | Promień Żary                    |
| 15.08.2006  | Jeziorak Iława            | 4:2                   | Mazowsze Płock                  |
| 15.08.2006  | Ruch Wysokie Mazowieckie  | 0:2                   | Sokół Aleksandrów Łódzki        |
| 15.08.2006  | Znicz Pruszków            | 4:1                   | Mrągowia Mrągowo                |
| 15.08.2006  | Arka Nowa Sól             | 1:2                   | Chrobry Nowogrodziec            |
| 15.08.2006  | Górnik/Zagłębie Wałbrzych | 1:0                   | Pniówek Pawłowice Śląskie       |
| 15.08.2006  | LKS Poborszów             | 12:0 1                | Pelikan Łowicz                  |
| 15.08.2006  | Przyszłość Rogów          | 1:0                   | Fablok Chrzanów                 |
| 15.08.2006  | Ponidzie Nida Pińczów     | 1:0                   | Siarka Tarnobrzeg               |
| 15.08.2006  | Stal Sanok                | 1:0                   | KSZO II Ostrowiec Świętokrzyski |
| 15.08.2006  | Okocimski KS Brzesko      | 4:3                   | Orlęta Radzyń Podlaski          |
| ohne Termin | Kotwica Kołobrzeg         | 23:0 2                | Kaszubia Kościerzyna            |

## 1. Runde
Die Spiele der 1. Runde fanden am 22. und 23. August statt. Es nahmen die 14 Gewinner der Vorrundenspiele sowie die 18 Mannschaften der 2. Liga teil.
| Datum       |                           | Ergebnis  |                              |
| ----------- | ------------------------- | --------- | ---------------------------- |
| 22.08.2006  | Jeziorak Iława            | 1:0       | Zagłębie Sosnowiec           |
| 22.08.2006  | Górnik/Zagłębie Wałbrzych | 1:2       | Podbeskidzie Bielsko-Biała   |
| 22.08.2006  | Szczakowianka Jaworzno    | 1:3       | ŁKS Łódź                     |
| 23.08.2006  | Czarni Pruszcz Gdański    | 1:5       | Jagiellonia Białystok        |
| 23.08.2006  | Kotwica Kołobrzeg         | 0:1       | Lechia Gdańsk                |
| 23.08.2006  | Mieszko Gniezno           | 1:0       | Śląsk Wrocław                |
| 23.08.2006  | Tur Turek                 | 1:0       | KSZO Ostrowiec Świętokrzyski |
| 23.08.2006  | Sokół Aleksandrów Łódzki  | 2:4 n. V. | Piast Gliwice                |
| 23.08.2006  | Znicz Pruszków            | 5:2       | Zawisza Bydgoszcz            |
| 23.08.2006  | Chrobry Nowogrodziec      | 0:5       | Ruch Chorzów                 |
| 23.08.2006  | LKS Poborszów             | 10:2 1    | Radomiak Radom               |
| 23.08.2006  | Przyszłość Rogów          | 1:3       | KS Polkowice                 |
| 23.08.2006  | Ponidzie Nida Pińczów     | 0:3       | Świt Nowy Dwór Mazowiecki    |
| 23.08.2006  | Stal Sanok                | 2:0       | Polonia Bytom                |
| 23.08.2006  | Okocimski KS Brzesko      | 6:0       | Drwęca Nowe Miasto Lubawskie |
| ohne Termin | HEKO Czermno              | 20:3 2    | Widzew Łódź                  |

## 2. Runde
Die Spiele der 2. Runde fanden am 19., 20. und 26. September sowie am 4. Oktober 2006 statt. Es nahmen die 16 Gewinner der 1. Runde sowie die 16 Mannschaften der Ekstraklasa teil. Jagiellonia Białystok erhielt ein Freilos.
| Datum      |                            | Ergebnis              |                                  |
| ---------- | -------------------------- | --------------------- | -------------------------------- |
| 19.09.2006 | Lechia Gdańsk              | 0:2                   | Pogoń Szczecin                   |
| 19.09.2006 | Mieszko Gniezno            | 0:1                   | Górnik Zabrze                    |
| 19.09.2006 | Jeziorak Iława             | 2:3 n. V.             | Zagłębie Lubin                   |
| 19.09.2006 | Piast Gliwice              | 2:5                   | Arka Gdynia                      |
| 19.09.2006 | Ruch Chorzów               | 6:0                   | Polonia Warschau                 |
| 19.09.2006 | Podbeskidzie Bielsko-Biała | 1:2                   | Lech Posen                       |
| 19.09.2006 | Radomiak Radom             | 1:0                   | Odra Wodzisław                   |
| 19.09.2006 | KS Polkowice               | 2:2 n. V. (5:4 i. E.) | GKS Bełchatów                    |
| 19.09.2006 | Widzew Łódź                | 0:2                   | Cracovia                         |
| 20.09.2006 | Tur Turek                  | 1:3                   | Korona Kielce                    |
| 20.09.2006 | Stal Sanok                 | 2:1                   | Legia Warschau                   |
| 20.09.2006 | Okocimski KS Brzesko       | 4:4 n. V. (1:3 i. E.) | Wisła Płock                      |
| 20.09.2006 | ŁKS Łódź                   | 2:1                   | Górnik Łęczna                    |
| 26.09.2006 | Znicz Pruszków             | 1:2                   | Dyskobolia Grodzisk Wielkopolski |
| 04.10.2006 | Świt Nowy Dwór Mazowiecki  | 1:5                   | Wisła Krakau                     |

## 3. Runde
Die Spiele der 3. Runde fanden am 24. Oktober  sowie am 7. und 8. November 2006 statt.
| Datum      |               | Ergebnis  |                                  |
| ---------- | ------------- | --------- | -------------------------------- |
| 24.10.2006 | Stal Sanok    | 0:1 n. V. | Arka Gdynia                      |
| 24.10.2006 | Lech Posen    | 2:1       | Pogoń Szczecin                   |
| 24.10.2006 | Górnik Zabrze | 0:5       | Korona Kielce                    |
| 24.10.2006 | ŁKS Łódź      | 0:1       | Radomiak Radom                   |
| 24.10.2006 | KS Polkowice  | 0:3       | Dyskobolia Grodzisk Wielkopolski |
| 24.10.2006 | Wisła Płock   | 2:1       | Jagiellonia Białystok            |
| 07.11.2006 | Cracovia      | 2:1       | Zagłębie Lubin                   |
| 08.11.2006 | Wisła Krakau  | 1:2       | Ruch Chorzów                     |

## Viertelfinale
Die Spiele wurden in Hin- und Rückspielen ausgetragen. Die erstgenannten Mannschaften hatten zuerst Heimrecht. Die Hinspiele fanden am 13. und 14. März, die Rückspiele am 3. und 4. April 2007 statt.
|                | Gesamt    |                                  | Hinspiel | Rückspiel |
| -------------- | --------- | -------------------------------- | -------- | --------- |
| Wisła Płock    | 4:1       | Arka Gdynia                      | 1:1      | 13:0 1    |
| Korona Kielce  | (a)3:3(a) | Lech Posen                       | 1:0      | 2:3       |
| Radomiak Radom | 1:4       | Cracovia                         | 1:3      | 0:1       |
| Ruch Chorzów   | 1:4       | Dyskobolia Grodzisk Wielkopolski | 0:1      | 1:3       |

## Halbfinale
Die erstgenannten Mannschaften hatten zuerst Heimrecht. Die Hinspiele fanden am 10. und 11. April, die Rückspiele am 24. und 25. April 2007 statt.
|               | Gesamt |                                  | Hinspiel | Rückspiel |
| ------------- | ------ | -------------------------------- | -------- | --------- |
| Korona Kielce | 4:3    | Wisła Płock                      | 3:2      | 1:1       |
| Cracovia      | 0:2    | Dyskobolia Grodzisk Wielkopolski | 0:1      | 0:1       |

## Finale
| Dyskobolia Grodzisk Wielkopolski          | Dyskobolia Grodzisk Wielkopolski | Korona Kielce | Korona Kielce |
| ----------------------------------------- | --- | --- | ------------- |
| Dyskobolia Grodzisk Wielkopolski          | \| 1. Mai 2007 in Bełchatów (GKS-Stadion) \| \| Ergebnis: 2:0 (1:0) \| \| Zuschauer: 5.500 \| \| Schiedsrichter: Grzegorz Gilewski (Radom) \| | \| 1. Mai 2007 in Bełchatów (GKS-Stadion) \| \| Ergebnis: 2:0 (1:0) \| \| Zuschauer: 5.500 \| \| Schiedsrichter: Grzegorz Gilewski (Radom) \| | Korona Kielce |
| Dyskobolia Grodzisk Wielkopolski          | Aleksander Ptak – Radek Mynář, Mate Lacić, Łukasz Tupalski, Vlade Lazarevski – Piotr Piechniak, Piotr Świerczewski, Radosław Majewski, Jarosław Lato (87. Marek Sokołowski) – Adrian Sikora (84. Piotr Rocki), Filip Ivanovski (62. Takesure Chinyama) Cheftrainer: Maciej Skorża | Maciej Mielcarz – Paweł Golański, Marek Szyndrowski, Marcin Kuś, Robert Bednarek (63. Marcin Robak) – Grzegorz Bonin, Hermes, Mariusz Zganiacz, Marcin Kaczmarek (73. Paweł Sasin) – Krzysztof Gajtkowski (46. Michał Trzeciakiewicz), Maciej Kowalczyk Cheftrainer: Ryszard Wieczorek | Korona Kielce |
| Dyskobolia Grodzisk Wielkopolski          | 1:0 Radosław Majewski (16.) 2:0 Jarosław Lato (77.) | | Korona Kielce |
| Dyskobolia Grodzisk Wielkopolski          | Mate Lacić, Jarosław Lato | Paweł Golański, Marek Szyndrowski, Hermes, Mariusz Zganiacz | Korona Kielce |
| Dyskobolia Grodzisk Wielkopolski          | Mariusz Zganiacz (29.) | | Korona Kielce |
| 1. Mai 2007 in Bełchatów (GKS-Stadion)    | | |               |
| Ergebnis: 2:0 (1:0)                       | | |               |
| Zuschauer: 5.500                          | | |               |
| Schiedsrichter: Grzegorz Gilewski (Radom) | | |               |